# Жогарги-Каскасу
Жогарги́-Каскасу́ (каз. Жоғарғы Қасқасу) — село у складі Толебійського району Туркестанської області Казахстану. Адміністративний центр Каскасуйського сільського округу.
До 2001 року село називалось Каскасу.
Населення — 445 осіб (2021; 625 у 2009, 638 у 1999, 425 у 1989).